# Washington (Arkansas)
Washington város az USA Arkansas államában, Hempstead megyében. Lakosainak száma 94 fő (2020. április 1.).

## Népesség
A település népességének változása:

| 2010 | 180 |
| 2020 | 94  |